# Hans Rameau
Hans Rameau född 28 november 1901 i Berlin, död 9 april 1980 i Gavignano, Rom, Italien, manusförfattare och skådespelare.

## Filmmanus i urval
- 1934 – Storhertigens finanser
- 1940 – Flykt undan våldet
- 1940 – Dimmornas bro